# Jean-Michel Le Lannou
Jean-Michel Le Lannou est un philosophe français né à Montpellier le 25 octobre 1956.
Il est agrégé de philosophie, docteur (sous la direction de Pierre Aubenque) et habilité à diriger des recherches. Ancien pensionnaire de la Fondation Thiers, il enseigne en Première supérieure à Versailles.
Il travaille sur la philosophie française du XIXe siècle (Ravaisson, Lachelier, Lagneau), sur l'esthétique contemporaine et la philosophie idéaliste.
Depuis La puissance sans fin, il développe une critique radicale du néo-aristotélisme (aussi bien hégélien que heideggerien) et interroge les conditions et modalités d'un idéalisme qui ne soit plus « représentatif ». La puissance d'être en trouve l'origine dans le « Libre ». Ce principe, désigné comme « désappropriatif », permet l'élaboration d'une philosophie de la liberté. 

## Études
- À  propos de La puissance sans fin (Éditions Hermann, 2005) :  A. Simha, "Comment penser à l'âge de la puissance illimitée, Critique, n°727, décembre 2007.
- Formes et Infini, Études sur la philosophie de Jean-Michel Le Lannou, dir. Arthur Cohen et Alexandre Lissner, Éditions Hermann, 2013.
- Puissances de l’abstraction, études sur L’excès du représentatif, dir. A. Lissner, Éditions Hermann, 2017.